# Фотомонтаж
Фотомонта́ж (от др.-греч. φῶς, родительный падеж φωτός — свет и фр. montage — подъём, установка, сборка) — процесс и результат создания изображений, составленных из частей различных фотографий. Фотомонтаж широко применяется при изготовлении плакатов, реклам, политических карикатур и т. д. По сути фотомонтаж — это вырезание каких-либо объектов на фотографии и соединение (совмещение) их с другой фотографией.
Фотомонтаж в некотором смысле можно рассматривать как «медиальный реди-мейд» — развитие в медиапространстве техники преобразования автором готовых объектов в собственное произведение искусства, реди-мейда.

## Развитие фотомонтажа
Фотомонтаж, или коллаж, начал своё развитие практически сразу после возникновения фотографии. Одним из первых и наиболее известных фотомонтажей считается работа Оскара Густава Рейландера «Два образа жизни», созданная в 1857 году. Ранние произведения этого искусства создавались годами и были необычайно трудны в исполнении. Технологии, однако, постоянно совершенствовались, и в наше время, благодаря появлению цифровой фотографии и большому количеству компьютерных фоторедакторов, процесс изготовления коллажей стал намного проще.
При изготовлении фотомонтажа самым трудным является подбор цветов и яркости, определение масштаба отдельных частей и их выравнивание в изображении. Самое незначительное противоречие быстро распознаётся глазом наблюдателя и разоблачает фотомонтаж. Сложность и кропотливость в производстве, однако, нисколько не уменьшает распространения этого вида редактирования изображений. Фотомонтаж широко применяется не только профессионалами, но и простыми людьми. С его помощью создаются снимки, которые могут послужить, например, оригинальным подарком.

## Аналоговый фотомонтаж
При аналоговом способе фотомонтажа из фотографий вырезают нужные части изображения, подгоняют их путём увеличения под необходимый масштаб, склеивают на листе бумаги, ретушируют, затем переснимают. Другим вариантом является совмещение нескольких негативов при печати. Ярким примером является «Мэрилин в образе Мао» (англ. Marilyn as Mao, другое название — «Мэрилин/Мао» (англ. Marilyn/Mao), фотомонтаж, созданный американским фотографом Филиппом Халсманом в 1952 году и позже использованный многими известными художниками в своих картинах.

## Компьютерный фотомонтаж
С развитием компьютерной техники появился целый арсенал программного обеспечения для фотомонтажа. Наиболее распространённые программы для фотомонтажа — графические редакторы Adobe Photoshop, PaintShop Pro, Corel Photo-Paint, GIMP, Ulead PhotoImpact.
Цифровая фотография позволяет сразу использовать отснятый материал для цифрового фотомонтажа без предварительного сканирования.
- Пример компьютерного фотомонтажа: кузнечик смонтирован с кроликом
- Пример компьютерного фотомонтажа: из нескольких привычных изображений создаётся нечто новое
- Пример компьютерного фотомонтажа: лимон смонтирован с киви

## Распознавание фотомонтажа
С появлением фотомонтажа возник интерес к определению того, является фотография исходной или это фотомонтаж. В настоящее время предлагается множество онлайн-сервисов для распознавания фотомонтажа..

## Авторы
- Оскар Рейландер (1813—1875)
- Генри Пич Робинсон (1830—1901)
- Рауль Хаусман (1886—1971)
- Ханна Хёх (1889—1978)
- Джон Хартфилд (1891—1968)
- Александр Родченко (1891—1956)
- Юрий Рожков (1898—1940)
- Ричард Гамильтон (1922—2011)
- Вячеслав Колейчук (1941—2018)
- Жильбер Гарсен (1929—2020)